# Świątynia braci morawskich w Pabianicach
Świątynia braci morawskich w Pabianicach – nieużytkowany obecnie obiekt sakralny wzniesiony w Pabianicach w XIX wieku przy ul. św. Jana 6 na potrzeby zboru braci morawskich (herrnhutów).
Obiekt powstał w XIX w. (najprawdopodobniej w 1885). Był użytkowany jako świątynia do 1945. Przeznaczony był na 150 osób. Wzniesiono go w stylu neogotyckim. Ma jedną kondygnację. Znajduje się na zapleczu dwupiętrowej kamienicy, w sąsiedztwie oficyny i komórek. W pobliżu znajduje się pałac herrnhuckiej rodziny Kruschów (ul. św. Jana 4) oraz tzw. domy tkaczy (także braci morawskich) przy ul. Zamkowej. W okolicy zlokalizowane były domy innych członków gminy herrnhuckiej.
Członkami pabianickiego zboru byli najwięksi fabrykanci pabianiccy Beniamin Krusche i Rudolf Kindler.
W okresie międzywojennym przy świątyni znajdowały się biura centrali wspólnoty braci morawskich w Polsce. W 1926 odbył się tutaj zjazd morawczyków z całej Polski. Po 1945 obiekt wykorzystywany był jako sala treningowa i siedziba zarządu Pabianickiego Klubu Tenisa Stołowego oraz Studio Tańca ”Kameleon”.